# Tomasz Pisarski
Tomasz Pisarski (ur. 8 listopada 1970 w Bartoszycach) – polski artysta fotograf. Członek rzeczywisty i Artysta Fotoklubu Rzeczypospolitej Polskiej (AFRP),  Artiste FIAP (AFIAP).  Członek Związku Polskich Fotografów Przyrody (2005–2012). Pomysłodawca, współzałożyciel i prezes zarządu Warmińskiego Towarzystwa Fotograficznego (2004–2019).

## Życiorys
Tomasz Pisarski związany z bartoszyckim środowiskiem fotograficznym – mieszka, pracuje w Bartoszycach, fotografuje artystycznie od 2002 roku. W mieście angażuje się w działalność twórczą, animacyjną oraz edukacyjną. Główne nurty jego twórczości to fotografia portretowa, aktu i eksperymentalna. Na co dzień dokumentalizuje rozwój i wydarzenia miasta. Od 1998 roku zdjęcia te są publikowane w materiałach promujących miasto i powiat Bartoszycki. W 2004 nagrodzony statuetką wolontariusza za działalność na rzecz rozwoju fotografii w mieście. 
Jako członek Związku Polskich Fotografów Przyrody – Okręg Warmińsko-Mazurski  (2005–2012) – uczestniczył w wystawach zbiorowych w Muzeum Przyrodniczym w Olsztynie (2007), oraz w Muzeum w Olsztynku (2010). W latach 2004–2019 był pomysłodawcą i prezesem Warmińskiego Towarzystwa Fotograficznego. Angażował się w aktywizację Towarzystwa i organizację wydarzeń takich jak plenery, spacery fotograficzne, oraz wystawy zbiorowe prezentujące twórczość członków WTF (2005–2009). W 2009 roku wraz z członkami stowarzyszenia WTF zrealizował projekt pt. Fotokreacja Powiatu Bartoszyckiego, powstałe prace po wystawie w Miejskiej Bibliotece Publicznej na wiele lat zawisły w holu Starostwa Powiatu Bartoszyckiego.
W 2016 zrealizował autorski projekt pt. „Dlaczego żółty jest niebieski” Ze środków Ministerstwa Kultury i Dziedzictwa Narodowego w ramach projektu Domy Kultury +, promujący szlachetną technikę fotograficzną – cyjanotypię.
Uczestnik wielu międzynarodowych plenerów artystyczny oraz konkursów, uczestnik wystawa poplenerowych i konkursowych. 
Od 2016 bierze udział w Międzynarodowych Salonach Fotograficznych pod patronatem Fédération Internationale de l'Art Photographique (FIAP) w Luxemburgu, Photographic Society of America (PSA), International Association of Art Photographers (IAAP), Global Photographic Union (GPU) i wielu innych lokalnych organizacji fotograficznych. Jego prace uzyskały akceptacje w wielu krajach na całym świecie, zdobywając nagrody w postaci medali wyróżnień i dyplomów oraz kwalifikacji do zbiorowych wystaw na międzynarodowych salonach fotograficznych w takich państwach jak: Australia, Albania, Armenia, Bośnia i Hercegowina, Bułgaria, Czarnogóra, Chiny, Dania, Grecja, Wielka Brytania, Węgry, Gruzja, Hiszpania, Indie, Kyrgyzstan, Macedonia, Portugalia, Serbia, Słowacja, Szwecja, Tajikistan, USA.
W 2018 roku został przyjęty w poczet członków Fotoklubu Rzeczypospolitej Polskiej Stowarzyszenia Twórców. W 2020 odznaczony brązowym medalem „Za Fotograficzną Twórczość” – odznaczeniem ustanowionym przez Zarząd i przyznawanym przez Kapitułę Fotoklubu Rzeczypospolitej Polskiej Stowarzyszenia Twórców, w odniesieniu do obchodów 25-lecia powstania Fotoklubu RP. Za osiągnięcia w twórczości fotograficznej Międzynarodowa Federacja Sztuki Fotograficznej przyznała mu w 2021 roku tytuł Artiste FIAP (AFIAP).

## Nagrody (wyróżnienia)
- Wyróżnienie – ND Photograpy Awards 2021 – Londyn, Wielka Brytania 2021[12];
- Nagroda Honorowa FIAP – XIX Międzynarodowy Niekonwencjonalny Konkurs Fotograficzny „Foto Odlot” – Rzeszów, Polska 2021[13]
- Brązowy Medal „Visual Art Photo” – Tricontinental Photo Circuit – USA - Australia – Chiny 2021
- Wyróżnienie – FAPA  Fine Art Photography Awards 2021 – Londyn, Wielka Brytania 2021[14][15]
- Nagroda Salon HM – 3rd International Exhibition of Photography „WSP 2021” – Budapeszt, Węgry 2021
- Brązowy Medal GPU (Global Photographic Union) – 5th Swedish International Exhibition of Photography 2021 – Szwecja 2021
- Złoty Medal PSA – (Photographic Society of America)[16] Photo Salon Kicevo – Macedonia 2021
- Wyróżnienie – Otwarte Mistrzostwa Fotograficzne  OMF 2020 – Olsztyn, Polska 2020[17]
- Złoty Medal FIAP – 2nd Wojnicz Photo Print – Wojnicz, Polska 2020[18][19]
- Wyróżnienie Honorowe – XI International Photography Contest Sant Just Desvern 2020 – Sant Just Desvern, Hiszpania 2020
- Wyróżnienie Honorowe – 1st Naryn 2020 International Exhibition of Photography – Naryn, Kyrgyzstan 2020
- Wyróżnienie  Honorowe – The International Exhibition of Art Photography CONTRAST – Bośnia i Hercegowina 2018
- Nagroda Master of Light Gold Diploma - The International Exhibition of Art Photography Photon Circuit 2018 - Chorwacja, Bośnia i Hercegowina 2018;
- Wyróżnienie Honorowe – Międzynarodowy Konkurs Fotograficzny CKFOTO – Kielce, Polska 2014

## Odznaczenia
- Brązowy Medal „Za Fotograficzną Twórczość” (2020)[20]

## Wystawy indywidualne
- „pin up w czasach PRLu” – Miejsko-Gminny Ośrodek Kultury – Sępopol, Polska 2020
- Kobieta – Bartoszycki Dom Kultury – Bartoszyce, Polska 2016[21]
- Być dziewczyną pin-up - Skansen Miejski: Muzeum/galeria sztuki - Dobre Miasto, Polska 2015[22];
- Bez tajemnic: akt kobiecy – Skansen Miejski: Muzeum/galeria sztuki – Dobre Miasto, Polska 2015[23][24]
- Ecyzsotrab/Kobiety z Wenus – Bartoszycki Dom Kultury – Bartoszyce, Polska 2013
- Kobiety – Bartoszycki Dom Kultury – Bartoszyce, Polska 2007
- Pejzaż w obiektywie – Centrum Spotkań Europejskich „Światowid” – Elbląg, Polska 2007
- Bartoszyce Nocne Klimaty – Bartoszycki Dom Kultury – Bartoszyce, Polska 2003[25]